# Discografia di Nick Jonas
La discografia da solista di Nick Jonas, cantante e attore statunitense, è costituita da quattro album in studio, un EP e ventisei singoli.

## Album

### Album in studio
| Anno | Titolo | Posizione massima | Posizione massima | Posizione massima | Posizione massima | Posizione massima | Posizione massima | Posizione massima | Posizione massima | Posizione massima | Certificazioni |
| Anno | Titolo | US                | AUS               | CAN               | DEN               | IRE               | NOR               | NZ                | SWE               | UK                | Certificazioni |
| ---- | --- | ----------------- | ----------------- | ----------------- | ----------------- | ----------------- | ----------------- | ----------------- | ----------------- | ----------------- | -------------- |
| 2005 | Nicholas Jonas - Pubblicato: 5 settembre 2005 - Etichetta: Columbia Records, INO Records, Daylight Records - Formato: CD, download digitale | —                 | —                 | —                 | —                 | —                 | —                 | —                 | —                 | —                 |                |
| 2014 | Nick Jonas - Pubblicato: 10 novembre 2014 - Etichetta: Island Records - Formato: CD, download digitale                                      | 6                 | 40                | 13                | —                 | 57                | —                 | 35                | —                 | 16                |                |
| 2016 | Last Year Was Complicated - Pubblicato: 10 giugno 2016 - Etichetta: Island Records, Safehouse Records - Formato: CD, download digitale      | 2                 | 13                | 3                 | 21                | 26                | 27                | 8                 | 45                | 25                |                |
| 2021 | Spaceman - Pubblicato: 12 marzo 2021 - Etichetta: Island Records - Formato: CD, download digitale                                           | 12                | —                 | 55                | —                 | —                 | —                 | —                 | —                 | 69                |                |

### Riedizioni
| Anno | Titolo                                                                                                |
| ---- | --- |
| 2015 | Nick Jonas X2 - Pubblicato: 20 novembre 2015 - Etichetta: Island Records - Formato: download digitale |

## Extended play
| Anno | Titolo |
| ---- | --- |
| 2012 | Songs from How to Succeed in Business Without Really Trying - Pubblicato: 8 maggio 2012 - Etichetta: Broadway Records - Formato: CD, download digitale |

## Singoli

### Come artista principale
| Anno | Titolo                                               | Posizione massima | Posizione massima | Posizione massima | Posizione massima | Posizione massima | Posizione massima | Posizione massima | Posizione massima | Posizione massima | Posizione massima | Certificazioni                                                                                 | Album                     |
| Anno | Titolo                                               | US                | US Dance          | US Pop            | AUS               | CAN               | DEN               | IRE               | NZ                | SWE               | UK                | Certificazioni                                                                                 | Album                     |
| ---- | ---------------------------------------------------- | ----------------- | ----------------- | ----------------- | ----------------- | ----------------- | ----------------- | ----------------- | ----------------- | ----------------- | ----------------- | ---------------------------------------------------------------------------------------------- | ------------------------- |
| 2004 | Dear God                                             | —                 | —                 | —                 | —                 | —                 | —                 | —                 | —                 | —                 | —                 |                                                                                                | Nicholas Jonas            |
| 2004 | Joy to the World (A Christmas Prayer)                | —                 | —                 | 14                | —                 | —                 | —                 | —                 | —                 | —                 | —                 |                                                                                                | Nicholas Jonas            |
| 2014 | Chains                                               | 13                | 1                 | 6                 | 83                | 27                | —                 | —                 | —                 | —                 | 79                | - USA: Platino (2) - CAN: Platino                                                              | Nick Jonas                |
| 2014 | Jealous                                              | 7                 | 1                 | 2                 | 15                | 10                | —                 | 28                | 8                 | 78                | 2                 | - USA: Platino (3) - AUS: Platino - UK: Platino - SWI: Oro - DEN: Oro - CAN: Oro - NZ: Platino | Nick Jonas                |
| 2015 | Levels                                               | 44                | 1                 | 14                | 79                | 23                | —                 | —                 | 16                | —                 | 46                | - USA: Oro - CAN: Oro - NZ: Oro                                                                | Nick Jonas X2             |
| 2016 | Close (feat. Tove Lo)                                | 14                | 4                 | 10                | 37                | 12                | 34                | 33                | 11                | 41                | 25                | - USA: Platino - UK: Oro - ITA: Oro - DEN: Oro - NZ: Platino                                   | Last Year Was Complicated |
| 2016 | Bacon (feat. Ty Dolla Sign)                          | —                 | —                 | 37                | —                 | —                 | —                 | —                 | —                 | —                 | —                 |                                                                                                | Last Year Was Complicated |
| 2017 | Remember I Told You (feat. Anne-Marie e Mike Posner) | —                 | 10                | —                 | 89                | 96                | —                 | —                 | 4                 | 96                | 97                |                                                                                                | /                         |
| 2017 | Find You                                             | —                 | —                 | 34                | 88                | 95                | —                 | —                 | —                 | —                 | —                 |                                                                                                | /                         |
| 2018 | Anywhere (feat. Mustard)                             | —                 | —                 | —                 | —                 | —                 | —                 | —                 | —                 | —                 | —                 |                                                                                                | /                         |
| 2018 | Right Now (feat. Robin Schulz)                       | —                 | —                 | —                 | —                 | —                 | —                 | 99                | —                 | —                 | —                 |                                                                                                | /                         |
| 2020 | Until We Meet Again                                  | —                 | —                 | —                 | —                 | —                 | —                 | —                 | —                 | —                 | —                 |                                                                                                | /                         |
| 2021 | Spaceman                                             | —                 | —                 | —                 | —                 | —                 | —                 | —                 | 14                | —                 | —                 |                                                                                                | Spaceman                  |
| 2021 | This Is Heaven                                       | —                 | —                 | —                 | —                 | —                 | —                 | —                 | —                 | —                 | —                 |                                                                                                | Spaceman                  |

### Come artista ospite
| Anno | Titolo                                                            | Posizione massima | Posizione massima | Posizione massima | Posizione massima | Posizione massima | Posizione massima | Posizione massima | Posizione massima | Posizione massima | Posizione massima | Certificazioni | Album              |
| Anno | Titolo                                                            | US                | US Pop            | AUS               | BEL               | CAN               | IRE               | NOR               | NZ                | SWE               | UK                | Certificazioni | Album              |
| ---- | ----------------------------------------------------------------- | ----------------- | ----------------- | ----------------- | ----------------- | ----------------- | ----------------- | ----------------- | ----------------- | ----------------- | ----------------- | -------------- | ------------------ |
| 2010 | We Are the World 25 for Haiti (con gli artisti per Haiti)         | 2                 | —                 | 18                | 1                 | 7                 | 9                 | 1                 | 8                 | 5                 | 50                |                | /                  |
| 2012 | Haven't Met You Yet (con il cast di Smash)                        | —                 | —                 | —                 | —                 | —                 | —                 | —                 | —                 | —                 | —                 |                | The Music of Smash |
| 2012 | I Never Met a Wolf Who Didn't Love to Howl (con il cast di Smash) | —                 | —                 | —                 | —                 | —                 | —                 | —                 | —                 | —                 | —                 |                | Bombshell          |
| 2015 | Good Thing (con Sage the Gemini)                                  | 75                | 32                | —                 | —                 | —                 | —                 | —                 | —                 | —                 | —                 |                | /                  |

### Singoli promozionali
| Anno | Titolo                                           | Posizione massima | Posizione massima | Album                                     |
| Anno | Titolo                                           | US Dance          | US Pop            | Album                                     |
| ---- | ------------------------------------------------ | ----------------- | ----------------- | ----------------------------------------- |
| 2014 | Numb (feat. Angel Haze)                          | —                 | 45                | Nick Jonas                                |
| 2014 | Teacher                                          | 13                | —                 | Nick Jonas                                |
| 2014 | Wilderness                                       | —                 | —                 | Nick Jonas                                |
| 2015 | Area Code                                        | —                 | —                 | Nick Jonas X2                             |
| 2016 | Champagne Problems                               | —                 | 35                | Last Year Was Complicated                 |
| 2016 | Chainsaw                                         | —                 | 45                | Last Year Was Complicated                 |
| 2017 | Home                                             | —                 | —                 | Ferdinand (Music from the Motion Picture) |
| 2020 | You'll Be in My Heart (feat. Thunderstorm Artis) | —                 | —                 | /                                         |

## Altri brani
| Titolo                         | Anno | Altri artisti                                                    | Album                                                   |
| ------------------------------ | ---- | ---------------------------------------------------------------- | ------------------------------------------------------- |
| Crazy Kinda Crush on You       | 2005 | N.D.                                                             | Darcy's Wild Life                                       |
| Time for Me to Fly             | 2006 | N.D.                                                             | Aquamarine                                              |
| Your Biggest Fan               | 2010 | China Anne McClain                                               | Jonas L.A.                                              |
| Introducing Me                 | 2010 | N.D.                                                             | Camp Rock 2: The Final Jam                              |
| What We Came Here For          | 2010 | Demi Lovato, Joe Jonas, Alyson Stoner, Anna Maria Perez de Tagle | Camp Rock 2: The Final Jam                              |
| This Is Our Song               | 2010 | Demi Lovato, Joe Jonas, Alyson Stoner                            | Camp Rock 2: The Final Jam                              |
| Empty Chairs at Empty Tables   | 2012 | Alfie Boe                                                        | Alfie                                                   |
| Believe                        | 2015 | N.D.                                                             | Finding Neverland                                       |
| Sunday Morning                 | 2016 | Kevin Hart                                                       | Kevin Hart: What Now?                                   |
| Bom Bidi Bom                   | 2017 | Nicki Minaj                                                      | Fifty Shades Darker: Original Motion Picture Soundtrack |
| Watch Me                       | 2017 | N.D.                                                             | Ferdinand (Music from the Motion Picture)               |
| Say All You Want for Christmas | 2017 | Shania Twain                                                     | This Is Christmas                                       |
| Couldn't Be Better             | 2019 | Kelly Clarkson                                                   | Pupazzi alla riscossa                                   |